# Brachyglene transita
Brachyglene transita är en fjärilsart som beskrevs av Erich Martin Hering 1925. Brachyglene transita ingår i släktet Brachyglene och familjen tandspinnare. Inga underarter finns listade i Catalogue of Life.